# Cuco-africano
O Cuco-africano (Cuculus gularis) é uma espécie de cucos da família Cuculidae.
Pode ser encontrada nos seguintes países: Angola, Benim, Botswana, Burkina Faso, Camarões, República Centro-Africana, Chade, República do Congo, República Democrática do Congo, Costa do Marfim, Djibouti, Eritreia, Etiópia, Gabão, Gâmbia, Gana, Guiné-Bissau, Quénia, Libéria, Malawi, Mali, Mauritânia, Moçambique, Namíbia, Níger, Nigéria, Ruanda, Senegal, Serra Leoa, Somália, África do Sul, Sudão, Suazilândia, Tanzânia, Togo, Uganda, Zâmbia e Zimbabwe.